# Diversioni per pianoforte per mano sinistra e orchestra
Le Diversioni per pianoforte per mano sinistra e orchestra, Op. 21, è una sinfonia concertante scritta nel 1940 dal compositore inglese Benjamin Britten.

## Storia
Britten scrisse il lavoro per il pianista viennese Paul Wittgenstein, che aveva perso il braccio destro nella prima guerra mondiale. Britten aveva incontrato Wittgenstein a New York nel luglio 1940 ed abbozzò il pezzo in agosto a Owl's Head, nel Maine. Sebbene Wittgenstein si fosse lamentato dell'orchestrazione, Britten inizialmente rifiutò di apportare modifiche, ma in seguito acconsentì ad alcune piccole alterazioni. Da allora si sentì amareggiato per esse e dopo il 1950 revisionò la partitura "per creare una versione ufficiale che avrebbe impedito a Paul di suonarla rendendo la sua versione obsoleta". Wittgenstein mantenne i diritti di esecuzione per un buon numero di anni, il che impedì ad altri pianisti di eseguire il lavoro.
Wittgenstein suonò l'anteprima di Diversioni con la Philadelphia Orchestra sotto la direzione di Eugene Ormandy il 16 gennaio 1942. I critici del Philadelphia commentarono più Wittgenstein e la sua interpretazione come pianista con un braccio solo che la composizione stessa. The Philadelphia Record descrisse la partitura come "scritta in modo ingegnoso", mentre Musical America criticò la presenza di "momenti piacevoli e noiosi" nel lavoro.

## Struttura
Il pezzo ha la struttura di un tema e 11 variazioni:
1. Tema
2. Variazione I, Recitativo
3. Variazione II, Romance
4. Variazione III, Marcia
5. Variante IV, Rubato
6. Variazione V, Corale
7. Variazione VI, Notturno
8. Variazione VII, Badinerie
9. Variazione VIII, Ritmico
10. Variazione IXa, Toccata I
11. Variazione IXb, Toccata II
12. Variazione X, Adagio
13. Variazione XI, Tarantella

Britten utilizzò la musica che aveva scritto per una produzione di Johnson over Jordan di J. B. Priestley come materiale di partenza per il lavoro. Lyn Henderson ha notato l'influenza di ritmi simili a Prokof'ev nella Variazione IXa. Christopher Mark ha discusso l'uso da parte di Britten del circolo delle quinte in varie opere, tra cui le Diversioni.

## Incisioni
- Decca LXT 2981 (LP originale): Julius Katchen, pianista; London Symphony Orchestra; Benjamin Britten, direttore[8]
- Desto Records DC-7168 (LP originale): Leon Fleisher, pianista; Baltimore Symphony Orchestra; Sergiu Comissiona, direttore
- EMI Classics: Peter Donohoe, pianista; City of Birmingham Symphony Orchestra; Sir Simon Rattle, direttore